# Mercado del Real
El Mercado del Real es un mercado de la ciudad española de Melilla situado en el Ensanche Modernista, en la calle General Villalba, y forma parte del Conjunto Histórico Artístico de la Ciudad de Melilla, un conjunto histórico con el estatus de Bien de Interés Cultural.

## Historia
Fue construido entre 1932 y 1940 según diseño de Enrique Nieto, con los contratistas José Cea y Francisco Jiménez y fue inaugurado el 7 de junio de 1941.

## Descripción
Consta de una única planta baja y fue construido con paredes de mampostería de piedra local y ladrillo macizo, con vigas de hierro y chapa para las cubiertas a dos aguas.
Destacan sus fachadas con las altas portadas y las altas naves con su bella estructura metálica.

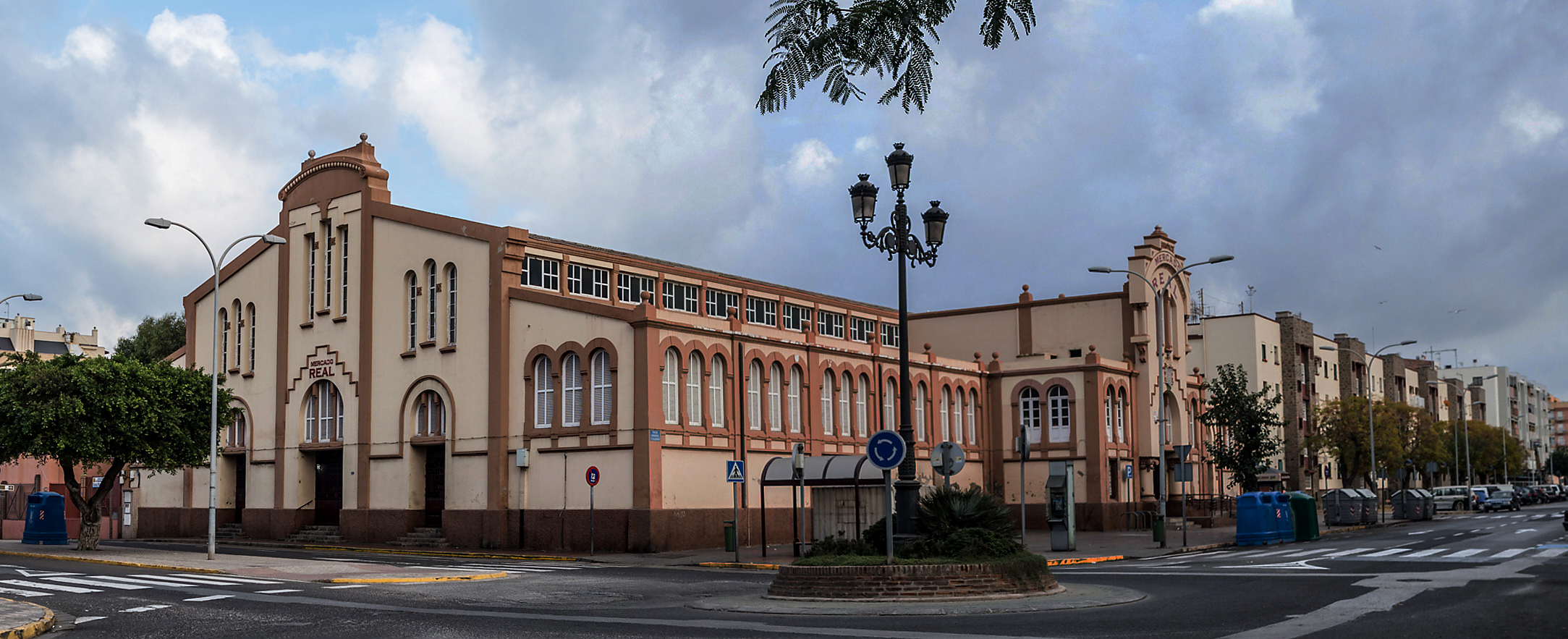
Mercado del Real